# Dicranota argentea
Dicranota (Dicranota) argentea là một loài ruồi trong họ Pediciidae. Chúng phân bố ở vùng sinh thái Nearctic.